# كنوت بلوم
كنوت بلوم (بالنرويجية البوكمول: Knut Blom)‏ هو قاضي ومحامي نرويجي، ولد في 14 فبراير 1916، وتوفي في 6 فبراير 1996.